# Johann Nepomuk Mälzel
Johann Nepomuk Mälzel (15. srpna 1772 – 21. července 1838), česky též Jan Nepomuk Mälzel, byl německý hudebník a vynálezce.

## Hudba a vynálezy

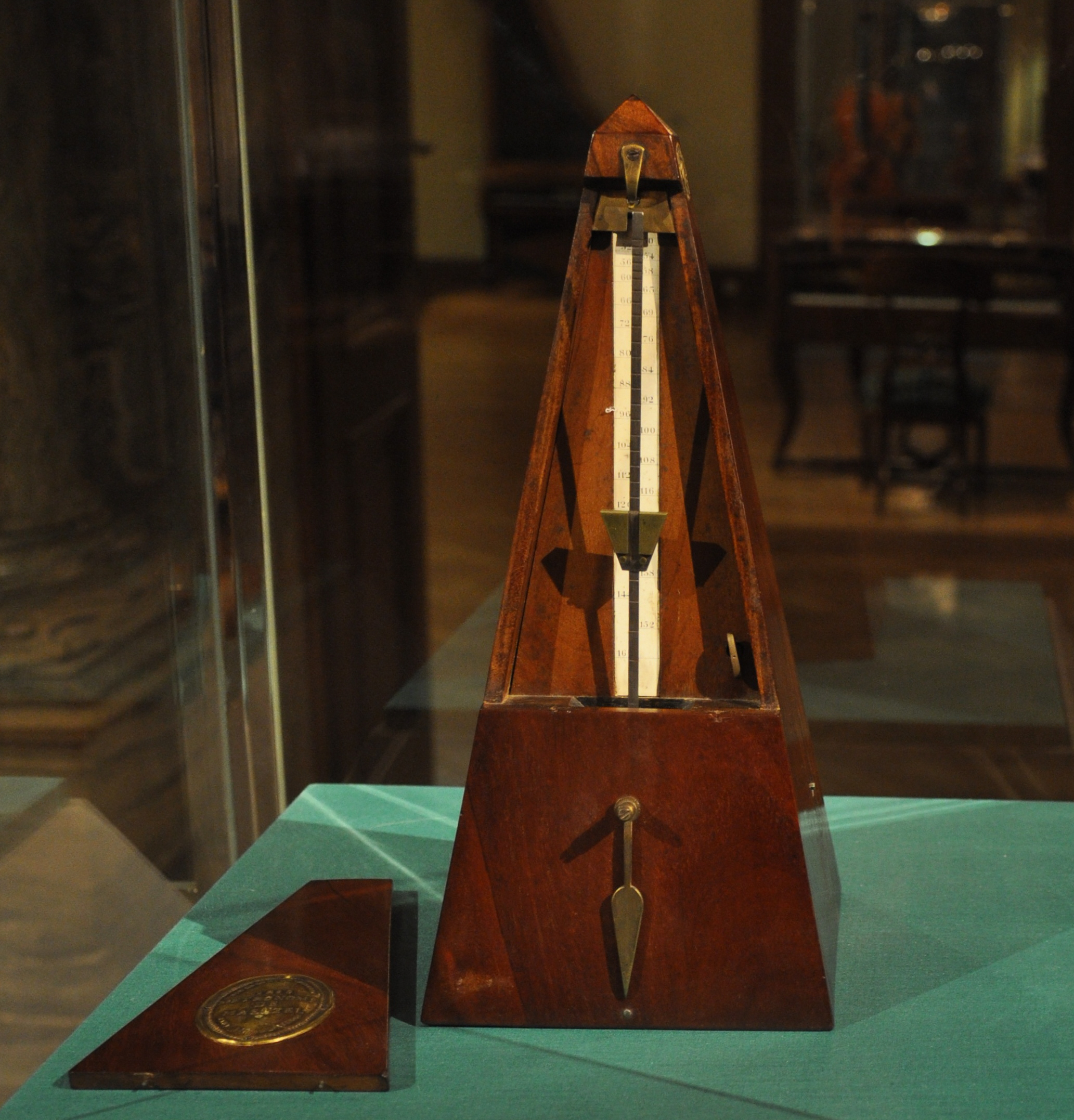
Mälzelův metronom

Johann Mälzel se věnoval hře na klavír, ale proslul hlavně díky svému vynálezu předchůdce moderního metronomu, který sestrojil na návrh Ludwiga van Beethovena roku 1816, a stavbou hudebních automatů. Od roku 1810 zastával u vídeňského dvora úřad dvorního strojníka. Známý byl také jeho panharmonikon, orchestrion sestávající z 259 jednotlivých nástrojů, včetně 38 klarinetů, 37 fléten a 36 hobojů. Beethovena zaujal natolik, že se Mälzelovi dokonce podařilo jej přesvědčit, aby pro panharmonicon napsal symfonii. Výsledkem byla skladba Wellingtonovo vítězství aneb Bitva u Vittoria (německy: Wellingtons Sieg oder die Schlacht bei Vittoria), která ve své době sklidila velký úspěch. Poprvé byla předvedana roku 1813 na koncertě uspořádaném ve Vídni na počest rakouských a bavorských vojáků, kteří bojovali proti Napoleonovi Bonaparte v bitvě u Hanau. Mälzel na koncertě představil ještě jeden svůj vynález, tzv. mechanického trumpetistu, který zahrál dva pochody skladatelů Jana Ladislava Dusíka a Ignace Josepha Pleyela.
Poté, co Beethoven ztratil sluch, vyrobil mu Mälzel sadu sluchadel, ovšem pro jejich nepraktičnost je skladatel používal jen zřídka.

## Šachový stroj

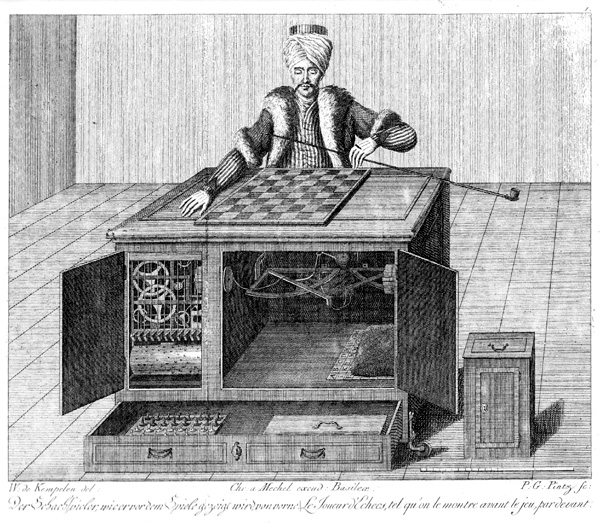
Mědirytina zachycující údajný šachový automat Turek

Roku 1808 se Mälzel stal majitelem šachového stroje Turek, který zakoupil od syna zemřelého vynálezce Wolfganga von Kempelena. Tento stroj byl vydáván za automatického hráče šachu, ovšem ve skutečnosti během hry uvnitř ukrýval skutečného šachistu. Se strojem, který dále vylepšil jednoduchým hlasovým aparátem umožňujícím hlásit soupeři šach, poté cestoval řadu let po Evropě a Spojených státech.
Mälzel zemřel roku 1838 na lodi ve venezuelském přístavu La Guaira, když se vracel se svým strojem z turné na Kubě.

## Inspirace
Metronom přinesl Mälzelovi velkou popularitu a Ludwig van Beethoven vynálezce oslavil čtyřhlasým kánonem WoO 162 Ta ta ta – Ta ta ta…lieber Mälzel, inspirovaným charakteristickými zvuky tohoto přístroje (Beethovenovo autorství této skladby je dnes zpochybňováno muzikology.) Povídka Edgara Allana Poea Von Kempelen a jeho objev zase obsahuje řadu narážek na stroj Turek a oba jeho hlavní majitele, Wolfganga von Kempelena a Johanna Nepomuka Mälzela.